# Aedes craggi
Aedes craggi är en tvåvingeart som först beskrevs av Philip James Barraud 1923.  Aedes craggi ingår i släktet Aedes och familjen stickmyggor. Inga underarter finns listade i Catalogue of Life.